# Poa molinerii
Poa molinerii — вид квіткових рослин родини злакових (Poaceae). Ареал: Європа (Албанія, Австрія, Болгарія, Словаччина, Франція, Греція, Італія, Польща, Румунія, Іспанія, Швейцарія, Словенія). 

## Екологія
Населяє сухі степові схили.

## Біоморфологічна характеристика
Багаторічний гемікриптофіт. Листки 1.5–2 мм ушир. Колосочки фіолетово-рябі. Цвітіння: червень — серпень. Плід — зернівка. 2n=14,28.